# Escut pontifici
L'escut pontifici va ser una moneda de curs legal dels Estats pontificis, vigent des del segle xvi i fins al 1866, quan el papa Pius IX realitzà una reforma monetària per adaptar la unitat del llavors estat de la Ciutat del Vaticà a les condicions de pesos, diàmetres i unitats marcades per la desapareguda Unió monetària llatina i, a l'hora, a les del recent unificat Regne d'Itàlia.

## Història
El primer escut de plata papal va ser encunyat per ordre del papa Sixt V el 1588. Les seques encarregades de realitzar aquest primer encàrrec van ser les d'Ancona, Montalvo i Roma. Des d'aquesta època, aquesta unitat monetària s'anà encunyant sota el nom dels diferents papes que regnaren sobre els Estats Pontificis sense interrupció fins a la implantació de la lira pontifícia el 1866, amb un canvi de 5,375 lires per escut.
Durant tot aquest temps, l'escut pontifici veié alterada la seva definició nominal en dos moments diferents de la seva existència: la primera vegada entre 1798 i 1799, degut a la proclamació de la I República Romana, auspiciada per la invasió francesa d'aquell període; i la segona per l'expulsió temporal del papa Pius IX per les tropes unionistes italianes i la desaparició dels Estats pontificis com a entitat governada pel Papa com a monarca absolut.

## Monedes

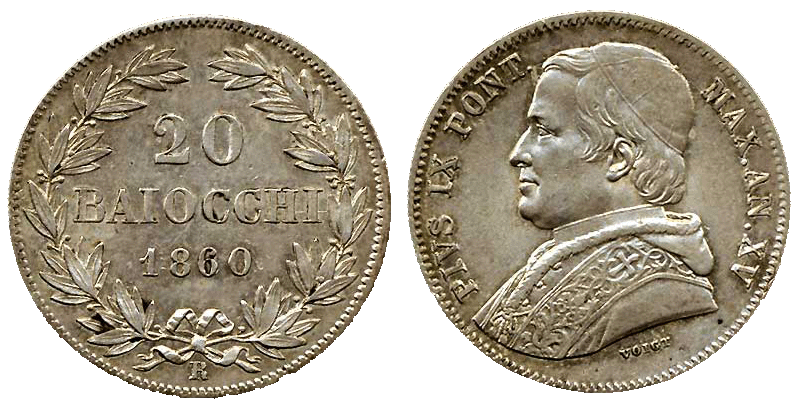
Moneda 20 baiocchi, Pius IX

Fins a la regulació monetària del papa Gregori XVI el 1835, circularen monedes de diferents al·liacions i denominacions amb equivalències entre elles que van anar variant en el transcurs del temps. Aquest canvi a partir de 1835, quan Gregori XVI decidí encunyar monedes només amb les denominacions de quattrino, baiocchi i escuts. El primer con monetari d'aquest període estava format per monedes de coure de 1 quattrino, ½ y 1 baiocco, de plata de 5, 10, 20, 30 i 50 baiocchi i 1 escudo, i d'or de 2½, 5 e 10 escuts.
Després de la II República Romana, que encunyà valors diferents, i un cop Pius IX retornà a Sant Pere, s'afegiren al sistema dues noves monedes de coure de 2 i 5 baiocchi, desapareixent la moneda de 30 baiocchi i s'encunya per primera vegada una versió en or de la moneda d'1 escut.
En el quadre que apareix a continuació s'especifiquen les característiques tècniques de les darreres monedes de curs legal que s'encunyaren abans de la reforma monetària de 1866.
| Denominació          | Metall | Llei (ml) | Pes (g) | Ø (mm) | Costat  | Seques |
| -------------------- | ------ | --------- | ------- | ------ | ------- | ------ |
| 10 escuts            | Or     | 0,900     | 17,34   | 28,00  | Estriat | R      |
| 5 escuts             | Or     | 0,900     | 8,67    | 18,00  | Estriat | R / B  |
| 2½ escuts            | Or     | 0,900     | 4,33    | 19,00  | Estriat | R / B  |
| 1 escut              | Or     | 0,900     | 1,73    | 14,50  | Estriat | R / B  |
| 1 escut              | Plata  | 0,900     | 26,90   | 38,00  | Estriat | R / B  |
| 50 baiocchi          | Plata  | 0,900     | 13,45   | 32,00  | Estriat | R / B  |
| 20 baiocchi          | Plata  | 0,900     | 5,38    | 23,00  | Estriat | R / B  |
| 10 baiocchi          | Plata  | 0,900     | 2,67    | 21,00  | Estriat | R / B  |
| 5 baiocchi           | Plata  | 0,900     | 1,33    | 17,00  | Estriat | R / B  |
| 5 baiocchi           | Coure  | 0,950     | 40,00   | 40,00  | Llis    | R / B  |
| 2 baiocchi           | Coure  | 0,950     | 20,00   | 35,00  | Llis    | R / B  |
| 1 baiocco            | Coure  | 0,950     | 10,00   | 30,00  | Llis    | R / B  |
| ½ baiocco            | Coure  | 0,950     | 5,00    | 23,50  | Llis    | R / B  |
| 1 quattrino          | Coure  | 0,950     | 2,00    | 18,00  | Llis    | R / B  |
| B = Bolònia R = Roma |        |           |         |        |         |        |